# Chris Miller
Christopher "Chris" Miller is een Amerikaans stemacteur, filmregisseur, scenarioschrijver, animator en storyboard artist.
Miller is op vele fronten actief of actief geweest in de wereld van animatiefilms. Hij is een lid van DreamWorks Animation, waar hij in 1998 begon als storyboard artist voor de animatiefilm Antz. Miller is het meest bekend als stemacteur voor de pinguïn Kolwalski in de filmreeks Madagascar en als filmregisseur voor de films Shrek the Third en Puss in Boots, voor de laatste ontving hij een Oscar-nominatie in 2012 voor beste animatiefilm. Miller was ook te horen in de computerspellen Madagascar, Madagascar: Escape 2 Africa en Shrek Forever After. In 2014 werd aangekondigd dat hij de film Puss in Boots 2: Nine Likes & 40 Thieves gaat regisseren.

## Filmografie
Films
| Jaar | Titel                              | Rollen                                                          | Opmerkingen                             |
| ---- | ---------------------------------- | --------------------------------------------------------------- | --------------------------------------- |
| 1989 | The Cellar                         | Willy Cashen                                                    |                                         |
| 1998 | Antz                               |                                                                 | storyboard artist                       |
| 2001 | Shrek                              | Geppetto, Magic Mirror                                          | additionele dialogen, storyboard artist |
| 2003 | Sinbad: Legend of the Seven Seas   | Tower Guard                                                     | storyboard artist                       |
| 2004 | Shrek 2                            | Humphries, Magic Mirror                                         | additionele dialogen, storyboad artist  |
| 2005 | Madagascar                         | Kowalski                                                        | storyboard artist                       |
| 2007 | Shrek the Third                    | Stromboli the Puppet Master, Announcer, Mascot, Singing Villain | regisseur                               |
| 2008 | Madagascar: Escape 2 Africa        | Kowalski                                                        |                                         |
| 2009 | Monsters vs. Aliens                | Advisor Cole, Army Commander Jones                              | storyvoard artist                       |
| 2010 | Shrek Forever After                | Royal Messenger, Magic Mirror, Geppetto                         |                                         |
| 2011 | Puss in Boots                      | Little Boy Blue, Friar Miller, Prison Guard, Manuel, Rafael     | regisseur                               |
| 2012 | Madagascar 3: Europe's Most Wanted | Kowalski                                                        |                                         |
| 2013 | Turbo                              | Tour Bus Driver                                                 |                                         |
| 2014 | The Penguins of Madagascar         | Kowalski                                                        |                                         |
| 2025 | Smurfs                             | Moppersmurf, Camouflage smurf                                   | regisseur                               |

Korte films
| Jaar | Titel                                        | Rollen        | Opmerkingen |
| ---- | -------------------------------------------- | ------------- | ----------- |
| 1988 | The Thing What Lurked in the Tub             | Lugmeyer      |             |
| 2001 | Shrek in the Swamp Karaoke Dance Party       | Magic Mirror  |             |
| 2004 | Far Far Away Idol                            | Magic Mirror  |             |
| 2005 | The Madagascar Penguins in a Christmas Caper | Kowalski      |             |
| 2009 | Merry Madagascar                             | Kowalski      |             |
| 2012 | Puss in Boots: The Three Diablos             | Food Prisoner |             |

- International Standard Name Identifier: 0000 0004 5875 2133
- Library of Congress Control Number: no2016148741
- Nationale Bibliotheek van Tsjechië: xx0173751
- Nationale Bibliotheek van Polen: a0000002722728
- Virtual International Authority File: 207305564
- WorldCat: E39PBJgd6YkYpbHTVB7PDqV6Kd